# Карлівка (Кропивницький район)
Карлівка (в минулому — Альт-Данціґ, до 17 лютого 2016 — Кру́пське) — село в Україні, у Соколівській сільській громаді Кропивницького району Кіровоградської області.
Населення становить 712 осіб.

## Географія
Село розташоване на обох берегах річки Сугоклеї.

## Історія
Перша німецька колонія на місці сучасного поселення з'явилася у 1787 р. Карлівка об'єднала два населених пункти, заснованих наприкінці XVIII ст. — німецьку колонію Альт-Данциг та Ахтове.
1859 року у:
- власницькому селі Карлівка (Агтова) Єлисаветградського повіту Херсонської губернії мешкало 261 особа (130 чоловічої статі та 131 — жіночої), налічувалось 35 дворових господарств[1];
- німецькій колонії Альт-Данциг (Німецька) мешкало 463 особи (233 чоловічої статі та 230 — жіночої), налічувалось 50 дворових господарства, існував протестантський молитовний будинок[2];

Станом на 1886 рік у:
- колишньому власницькому селі Карлівка (Аіпова) мешкало 497 осіб, налічувалось 57 дворових господарств, існувала школа;
- колонії німців Альт-Данциг мешкало 649 осіб, налічувалось 50 дворових господарств, існували лютеранська церква й школа.

За даними 1894 року:
- у селі Карлівка (Агтівка) мешкало 590 осіб (302 чоловічої статі та 288 — жіночої), налічувалось 94 дворових господарства, існували однокласне земське училище на 58 учнів (38 хлопчиків й 20 дівчаток), лавка[4];
- у німецькій колонії Альт-Данциг при селі Карлівка мешкало 284 особи (136 чоловічої статі та 148 — жіночої), налічувалось 38 дворових господарства, існували баптистський молитовний будинок, німецька церковно-парафіяльна школа на 33 учні (14 хлопчиків й 19 дівчаток)[5].

За переписом 1897 року кількість мешканців зросла до 691 особи (337 чоловічої статі та 354 — жіночої), з яких 649 — православної віри.

## Населення
Згідно з переписом УРСР 1989 року чисельність наявного населення села становила 789 осіб, з яких 369 чоловіків та 420 жінок.
За переписом населення України 2001 року в селі мешкало 728 осіб.

### Мова
Розподіл населення за рідною мовою за даними перепису 2001 року:
| Мова       | Відсоток |
| ---------- | -------- |
| українська | 96,21 %  |
| російська  | 2,81 %   |
| білоруська | 0,70 %   |
| вірменська | 0,14 %   |
| молдовська | 0,14 %   |

## Символіка
Затверджений 11 липня 2013 р. рішенням сесії сільської ради.

### Герб

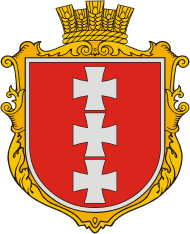
Більш рання версія герба

Щит напіврозтятий і перетятий; у першому червоному полі два срібні прямі хрести, один над одним, у другому лазуровому полі — два срібні жорна, одне над одним; у нижньому зеленому полі на золотій випуклій основі стоять дві срібні куріпки, одна напроти одної. Щит облямований золотим декоративним картушем і увінчаний золотою сільською короною.
Герб символізує витоки населеного пункту та його сьогодення: у першому полі зображенні хрести міста Гданська; у другому полі — жорна млина, яким була знане село ще за часів Ахте. Куріпки символізують плодовитість, яка є важливою для успішного розвитку сільського господарства.

### Прапор

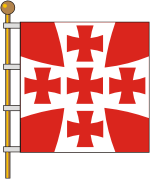
Більш рання версія прапора

Квадратне полотнище розділене на чотири рівновеликі квадратні поля — червоне, синє, зелене та жовте; в червоному полі два білі прямі хрести, один над одним.

## Відомі особистості
- Кочерга Павло Євтихійович (1911-1982) — Герой Радянського Союзу
- Ігнатьєв Семен Денисович (1904-1983) — Міністр державної безпеки СРСР